# Horsetail Fall
Las cataratas Horsetail (en idioma español: cascada Cola de Caballo) es una cascada ubicada en el parque nacional de Yosemite, California, en el lado este de El Capitán. En febrero, si las condiciones climáticas son adecuadas, la puesta de sol ilumina la cascada haciéndola brillar en un intenso color naranja.